# Walter Savage Landor

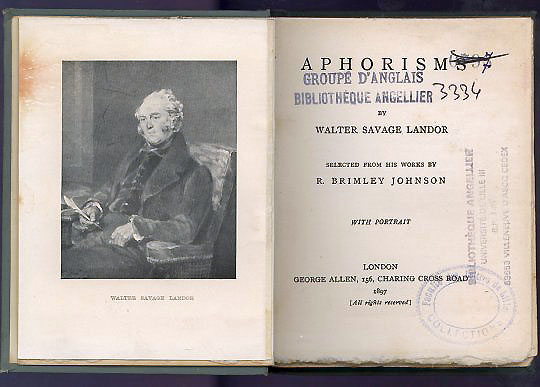
Walter Savage Landor

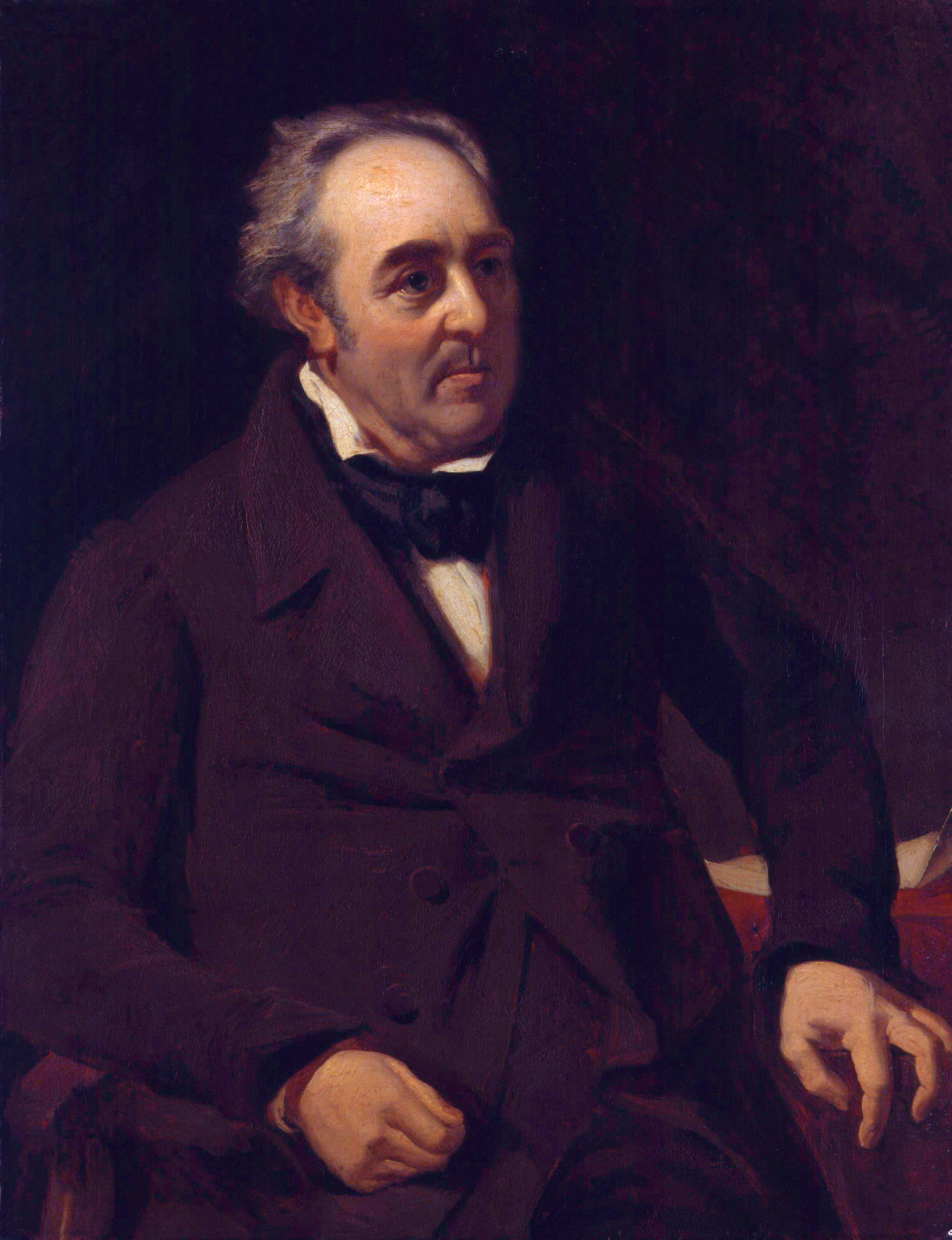
Walter Savage Landor, Portrait von William Fisher

Walter Savage Landor (* 30. Januar 1775 in Ipsley Court, Warwickshire; † 17. September 1864 in Florenz) war ein englischer Dichter und Schriftsteller.

## Leben und Werk
Walter Savage Landor stammte aus alter begüterter Familie in Warwickshire und wurde 1775 auf deren Stammsitz Ipsley Court als Sohn des wohlhabenden Arztes Walter Landor und dessen zweiter Gattin Elizabeth Savage geboren. Von seiner Schule in Rugby wurde er wegen Respektlosigkeit suspendiert. Ab 1793 besuchte er das Trinity College in Oxford, wo er Jura studierte. Dort begeisterte er sich für französische republikanische Ideen, zeigte ein unbeherrschtes und extravagantes Verhalten und wurde mit dem Spitznamen „der verrückte Jakobiner“ bedacht. 1794 schoss er durch das Fenster eines ihm verhassten Tory und wurde von der Universität verwiesen. Er verschmähte es, dorthin zurückzukehren und wendete sich nach einem kurzen Aufenthalt in London nach Swansea in Wales, wo er sich mit der Dichtkunst beschäftigte. Die Relegation von der Hochschule hatte einen Streit mit seinem Vater zur Folge gehabt, doch wurde er mit seiner Familie durch die Bemühungen seiner Freundin Dorothea Lyttelton wieder versöhnt; sein Vater gewährte ihm ein Jahreseinkommen von 150 Pfund.
Landors literarisches Schaffen hatte bereits während seines Studiums in Oxford begonnen und umfasste klassische Epigramme ebenso wie Gedichte und Dramen. Berühmt wurde er aber insbesondere auch für seine geschliffene Prosa; Friedrich Nietzsche rühmt Landor als einen von nur vier „Meister[n] der Prosa“ im 19. Jahrhundert.
Schon als 20-Jähriger ließ Landor einen Band Poems (1795) erscheinen, die sich durch kräftigen, markigen Stil, edle, reine Sprache, epigrammatisch scharfe Satire auszeichnen. Drei Jahre später verfasste er das noch wenig erfolgreiche, über die Feueranbeter handelnde Heldengedicht Gebir, das ihm die lebenslange Freundschaft Southeys verschaffte. In der zweiten umgearbeiteten und erweiterten Ausgabe (1803) erschien Gebir gleichzeitig in lateinischer Übersetzung, die in Eleganz und Sprache dem Original gleichkam und eine außerordentliche Meisterschaft im Lateinischen bekundete.
Nachdem Landor nach dem 1805 erfolgten Tod seines Vaters dessen beträchtliches Erbe angetreten hatte, residierte er in Bath. Zu seinem Erbe erwarb er noch andere Ländereien, verkaufte aber, den Beschwerden des Landlebens überdrüssig, 1806 sein sämtliches Eigentum, das zum Teil 700 Jahre im Besitz seiner Familie gewesen war. Allen Fesseln widerstrebend, lehnte er es ab, ins Heer oder in die Rechtspflege einzutreten, reiste nach dem Festland, warb, als sich die Spanier 1808 gegen Napoleon erhoben, in England auf eigene Kosten eine Freischar und begab sich an deren Spitze zum General Blake, dem Oberbefehlshaber in Galicien. Er machte außerdem der Junta ein Geschenk von 20.000 Realen für den Kampf und wurde zum Oberst in der spanischen Armee ernannt. Jedoch bereits nach drei Monaten kam es zur Konvention von Cintra; Landors Korps löste sich auf und er kehrte nach England zurück. Das Misslingen des Unternehmens verarbeitete er im Drama Count Julian (1812), seinem ersten literarischen Erfolg. Als Ferdinand VII. nach seiner Restauration auf dem spanischen Thron 1814 die liberale Verfassung umstürzte, sandte Landor entrüstet sein Offizierspatent zurück.
Am 24. Mai 1811 hatte sich Landor mit Julia Thuillier, der Tochter eines verarmten Schweizer Bankiers verheiratet, aber die Ehe war nicht glücklich. Im Juni 1811 siedelte er sich in Llanthony Abbey in Monmouthshire an, doch Konflikte mit Nachbarn und den Lokalbehörden machten ihm den Aufenthalt unbehaglich. So begab er sich 1814 auf Reisen. Er wohnte eine Zeit lang zu Tours, dann drei Jahre bis 1818 in Como, daraufhin in Pisa, bis er 1821 eine längere Bleibe in Florenz fand, wo er seine meisten Schriften verfasste. 1829 siedelte er nach Fiesole über. 1835 trennte er sich von seiner Gemahlin, überließ ihr beinahe sein ganzes Vermögen und begab sich nach England. Er lebte nun viele Jahre bis 1858 in Bath und vereinsamte allmählich.
Landors während seines Aufenthalts in Florenz entstandenes Hauptwerk waren die „erdichteten Gespräche“: Imaginary Conversations between Literary Men and Statesmen (2 Bde., 1824; 2. Aufl. 3 Bde., 1826; zweite Serie 2 Bde., 1829; neue Ausg. von C. G. Crump, 6 Bde., London 1891–92: dt. Auswahl von E. Oswald, Paderborn 1878; weitere dt. Ausg. von R. Borchardt, 1923), denen der Briefwechsel Pericles and Aspasia (2 Bde., 1836) folgte. Sie gehören zur durch Lukian aufgebrachten Gattung der sog. Totengespräche und überraschen durch Lebenskenntnis, dramatische Kraft und Sorgfalt des Prosastils. Geschildert werden in den Imaginary Conversations 150 eigenwillige Dialoge herausragender historischer Persönlichkeiten über literarische und politische Gegenstände. An Prosawerken schrieb Landor damals auch The Citation and Examination of William Shakespeare Touching Deerstealing (1834) und The Pentameron and Pentalogia (1837).
Die Dramen Andrea of Hungary und Giovanna of Naples verfasste Landor 1839. Sieben Jahre später, 1846, gab er den historischen Roman Fawn of Sertorius heraus. 1847 veröffentlichte er seine wichtigste lateinische Arbeit, Poemata et Inscriptiones, die den Hauptinhalt von zwei früheren Bänden idyllischer, satirischer und lyrischer Verse nebst umfänglichen Zusätzen umfasst. Im gleichen Jahr erschienen auch seine Gedichte Hellenics (1847). In The Last Fruit of an Old Tree (London 1853) schrieb der Autor nicht nur neue Gespräche nieder, sondern auch kritische und kontroverse Essays, diverse Epigramme sowie Gelegenheitsdichtungen und schloss mit Fine Scenes des Todes von Beatrice Cenci. 1856 publizierte er Antony and Octavius – Scenes for the Study, zwölf fortlaufende Gedichte in Dialogform.
1858 erschien Landors Werk Dry Sticks Fagoted. Im gleichen Jahr wurde er in einen skandalösen Prozess verwickelt, da er eine Dame mit anonymen Briefen und Spottgedichten beleidigt hatte. Das Gericht verurteilte ihn zu einer Geldstrafe von 1000 Pfund Sterling. Er konnte oder wollte diese hohe Buße nicht zahlen und begab sich im Juli 1858 nach Italien zurück, wo er meist in Florenz wohnte. Dort starb er im Alter von 89 Jahren am 17. September 1864. Im vorangegangenen Jahr hatte er noch Heroic Idylls, with Additional Poems mit der rührenden Dichtung Der Tod des Homer verfasst.
In seinem gesamten Werk hatte Landor einen politisch sehr liberalen Standpunkt vertreten und an freiheitlicher Politik sein ganzes Leben lang, in Schrift wie Handlung, regen Anteil genommen. Von Napoleon III., mit dem er lange befreundet gewesen war, hatte er sich nach dem Waffenstillstand von Villafranca abgewandt. Von Mina und Bolívar bis zu Kossuth und Garibaldi hatten die Vorkämpfer nationaler oder freiheitlicher Kämpfe seine tätige Sympathie gehabt.
Eine Gesamtausgabe der Werke Landors, der auch viele Beiträge zu der Wochenschrift Examiner verfasst hatte, erschien 1876 in London als Walter Savage Landors works and life in 8 Bänden (mit Biographie von John Forster als 1. Band). Die Private and public letters of Walter Savage Landor wurden von Stephen Wheeler herausgegeben (London 1899). Dieser edierte auch Landors Poetry (4 Bände, 1933–36), ebenso G. Grigson (Poems, 1964). Ferner veranstaltete T. E. Welby eine Ausgabe von Landors Complete Works (12 Bde., 1927–31; 16 Bände, 1969).
Sein Enkel Arnold Henry Savage Landor war als Forschungsreisender und Reiseschriftsteller erfolgreich.

## Werke
- Gebir. 1803
- Count Julian. 1812
- Citation and Examination of William Shakespeare, Euseby Treen, Joseph Carnaby, and Silas Gough, Clerk. 1834
- Pericles and Aspasia. 1836
- The Pentameron. 1837
- Imaginary Conversations of Greeks and Romans. Moxon, London 1853.
  - Männer und Frauen des Wortes und der That, im Gespräch zusammengeführt. Auswahl und Uebersetzung aus den Imagenery Conversations of Literary Men and Statesmen durch Eugen Oswald von Heidelberg. Ferdinand Schöningh, Paderborn 1878. Online